# Christian Bragarnik
Christian Rodrigo Bragarnik (Buenos Aires, 13 de agosto de 1971) es un exfutbolista, abogado, empresario y dirigente argentino. Actualmente es el máximo accionista del club español Elche.

## Biografía
Se crio en el barrio de Flores y se desempeñaba como volante central. Realizó las inferiores en Comunicaciones y Almagro. Hizo su debut en el Justo José de Urquiza en la Primera D. Luego de finalizar el Torneo Apertura 1999 venciendo a Atlas por 7 a 2, se retira definitivamente del fútbol luego de terminar penúltimo con Yupanqui.
En paralelo, manejó un videoclub en Flores llamado Leyland hasta 2001, cuando le propuso a uno de sus clientes que también era jugador de Talleres y pertenecía a Arsenal, Mariano Monrroy, mostrarle un vídeo creado por el mismo Bragarnik con las mejores jugadas del jugador a otro cliente vinculado con el fútbol mexicano. Al poco tiempo, los Grondona, que dirigían Arsenal, vendieron al jugador por USD$ 400 000 al Irapuato, filial del club Querétaro de México. El éxito del futbolista en el fútbol mexicano, le permitió incorporarse al club como empleado hasta alcanzar la presidencia del mismo. También estuvo vinculado con quien manejaba al Xolos de Tijuana, Jorge Alberto Hank, hijo del político y empresario mexicano Jorge Hank Rhon.

Obvio que tuve relaciones con mucha gente. Me toca conocer a Jorge Alberto Hank, el hijo de una persona muy famosa y discutida en México, de mucho poder político. Y acá decimos Tijuana y pensamos en narcotraficantes. Tijuana también tiene una vida normal y un club de fútbol.
Bragarnik al diario Tiempo Argentino en 2015.

Además de la representación e intermediación, su agencia brinda asesoramiento a clubes de fútbol profesional en Argentina, Chile, México y España, entre otros. 
En septiembre de 2015, fue electo como nuevo presidente de Unión La Calera, donde además fue miembro del directorio hasta diciembre de 2018.
En 2019 se hizo con el 90% de las acciones del Elche Club de Fútbol junto a futbolistas reconocidos de Argentina como Gustavo Bou y Darío Benedetto. También como propietario del club, además de obtener el ascenso a LaLiga en 2020 y de mantener la categoría para 2022, atrajo futbolistas como Diego Rodríguez, Axel Werner, Juan Sánchez Miño, Iván Marcone, Emiliano Rigoni, Lucas Boyé, entre otros.